# Oi
Az "Oi" a német Scooter együttes 2016-os kislemeze, a második az "Ace" című albumukról. Ezzel a kislemezzel ismét egy új stílust, a Melbourne Bounce-t próbálták ki. Viszonylag sikeres lett, a koncertprogram állandó visszatérője, kissé felgyorsított sebességgel.

## Története
2016 januárjának elején jelentették be a Facebook-on, hogy a Scooter új albummal jelentkezik, mely az "Ace" címet kapta. Január 14-én kerültek fel az első kósza információk (már az album-tracklist ismeretében), hogy az új kislemez címe "Oi" lesz. Hivatalos bejelentést csak január végén tettek, amikor egyben az is kiderült, hogy a "Future Trance 75" válogatáslemezen is rajta lesz a dal. Január 30-án egy másfél perces sample is kikerült, majd még aznap éjjel a dublini DJ-szett rövid videófelvételének tanúsága szerint a közönségnek játszották is. A hangminta alapján egyértelművé vált, hogy a szám a mainstream vonulatba tartozó Melbourne Bounce stílusban készült - Magyarországon a stílus legismertebb művelője Pixa.
A refrénjét (és tulajdonképpeni szövegét) is alkotó kántálás több videó tanúsága szerint is nagyon népszerű lett a koncerteken, némiképp a háttérbe szorítva a "töp-töpölést".

## Számok listája
1. Oi (03:10)
2. Oi (Extended Mix) (04:03)

## Közreműködtek
- H.P. Baxxter (ének, szöveg)
- Phil Speiser (zene, utómunkálatok)
- Michael Simon (zene)
- Jens Thele (menedzser)
- Martin Weiland (borítóterv)

## Videóklip
Egy nappal az album megjelenése előtt jelent meg a videóklip, melyben a megszokottal ellentétben nem a Scooter tagjai láthatóak, hanem az őket megszemélyesítő, több méter magas, őket formázó "integető lufiemberek", amelyeket szélgépekkel fújnak alulról, és amelyeket koreográfusok mozgatnak. A klipben felbukkan még egy táncos, akik kék színű, hozzájuk hasonló ruhát visel.

## Remixek
A dalnak 2016 márciusában megjelent a Ghetto Tronic 65 című kiadványon egy Duke & Jones remixe, "Oi Kayode" címmel.